# Moudeyres
Moudeyres est une commune française située dans le département de la Haute-Loire en région Auvergne-Rhône-Alpes.

## Géographie

### Localisation
La commune de Moudeyres se trouve dans le département de la Haute-Loire, en région Auvergne-Rhône-Alpes. Elle fait partie de la région naturelle du Velay, une ancienne province française située au sud-est du Massif central.
Elle se situe à 23,80 km par la route du Puy-en-Velay, préfecture du département, et à 29,70 km du Chambon-sur-Lignon, bureau centralisateur du canton du Mézenc dont dépend la commune depuis 2015. La commune fait en outre partie du bassin de vie du Puy-en-Velay.

Les communes les plus proches, les distances étant mesurées entre chefs-lieux de communes à vol d'oiseau, sont : Freycenet-la-Tour (3,6 km), Laussonne (4,1 km), Saint-Front (4,2 km), Montusclat (6,8 km), Freycenet-la-Cuche (6,8 km), Les Estables (7,1 km), Chaudeyrolles (8,1 km), et enfin Présailles (8,2 km).
| Laussonne          |           | Saint-Front   |
| Freycenet-la-Tour  | Moudeyres | Chaudeyrolles |
| Freycenet-la-Cuche |           | Les Estables  |

### Géologie et relief
La commune fait partie du parc naturel régional des Monts d'Ardèche, couvert en grande partie par les Monts du Vivarais, et plus particulièrement le massif du Mézenc que l'on retrouve à l'est du village avec le Mont d'Alambre. Il est doté, depuis 2014, du label Géoparc mondial attribué par l'UNESCO pour son patrimoine géologique extraordinaire.
En effet, les Monts d'Ardèche sont connus pour leur volcanisme, Moudeyres n'y fait pas exception puisqu'il est située sur des roches volcaniques et plus précisément du basalte datant de 8 à 10 millions d'années (époque géologique miocène). Dans la région naturelle du Velay, on y retrouve notamment des bassins sédimentaires oligocène et quaternaire ainsi qu'un dôme granito-migmatitique développé à la fin du Carbonifère.
La commune se trouve sur une entaille du plateau volcanique de la Vallée de L'Aubépin. Par ailleurs, cette vallée regroupe des formations lacustres à fluvio-lacustres issues des premières éruptions du Velay oriental, c'est-à-dire il y a 9 à 10 millions d’années.
Le plateau de Saint-Front, un pays d’altitude relativement élevée (presque partout supérieure à 1 100 m), est formé d'empilements de coulées basaltiques qui sont dans l’ensemble datées de 11 à 7,5 millions d'années. La partie centrale de ce plateau, les empilements de coulées, ont souvent été précédés, ou accompagnés dans les premiers temps de leur mise en place, par une activité phréatomagmatique dont témoignent les projections litées et souvent palagonitisées que l’on retrouve notamment en bordure de la route départementale 36 entre Laussonne et Moudeyres.
La superficie de la commune est de 9,25 km2. L'altitude du territoire varie entre 957 m et 1 286 m.

### Hydrographie
La commune est délimitée à l'est par l'Aubépin. Également, elle est traversée par la Laussonne et le ruisseau de la Mine.

### Paysages
L'Auvergne-Rhône-Alpes est divisée en neuf unités paysagères, le village de Moudeyres fait partie de l'une d'entre eux, « Les Hautes-Terres »,, il s'agit d'un paysage caractéristique de la région. Relativement plat, ses grands plateaux d'altitude permettent d'observer la grandeur des massifs l'entourant.
Face à ce paysage particulier, les hommes ont dû s'adapter, notamment aux conditions climatiques. On y retrouve donc beaucoup de petites maisons regroupées dans des villages, des potagers abrités par des bouquets de hêtres ou de sorbiers ainsi que des murets pour délimiter les aménagements.

### Climat
Pour des articles plus généraux, voir Climat d'Auvergne-Rhône-Alpes et Climat de la Haute-Loire.
En 2010, le climat de la commune est de type climat de montagne, selon une étude du Centre national de la recherche scientifique s'appuyant sur une série de données couvrant la période 1971-2000. En 2020, Météo-France publie une typologie des climats de la France métropolitaine dans laquelle la commune est exposée à un climat de montagne ou de marges de montagne et est dans la région climatique Sud-est du Massif Central, caractérisée par une pluviométrie annuelle de 1 000 à 1 500 mm, minimale en été, maximale en automne.
Pour la période 1971-2000, la température annuelle moyenne est de 7 °C, avec une amplitude thermique annuelle de 15,5 °C. Le cumul annuel moyen de précipitations est de 1 021 mm, avec 10,5 jours de précipitations en janvier et 6,9 jours en juillet. Pour la période 1991-2020, la température moyenne annuelle observée sur la station météorologique de Météo-France la plus proche, « Les Estables_sapc », sur la commune des Estables à 7 km à vol d'oiseau, est de 6,9 °C et le cumul annuel moyen de précipitations est de 1 226,7 mm,. Pour l'avenir, les paramètres climatiques de la commune estimés pour 2050 selon différents scénarios d'émission de gaz à effet de serre sont consultables sur un site dédié publié par Météo-France en novembre 2022.

### Milieux naturels et biodiversité
Le réseau Natura 2000 est un réseau écologique européen de sites naturels d’intérêt écologique élaboré à partir des Directives « Habitats » et « Oiseaux ». Ce réseau est constitué de Zones Spéciales de Conservation (ZSC) et de Zones de Protection Spéciale (ZPS). Dans les zones de ce réseau, les États Membres s'engagent à maintenir dans un état de conservation favorable les types d'habitats et d'espèces concernés, par le biais de mesures réglementaires, administratives ou contractuelles. L'objectif est de promouvoir une gestion adaptée des habitats tout en tenant compte des exigences économiques, sociales et culturelles, ainsi que des particularités régionales et locales de chaque État Membre. Les activités humaines ne sont pas interdites, dès lors que celles-ci ne remettent pas en cause significativement l’état de conservation favorable des habitats et des espèces concernés. L'unique site Natura 2000 présent sur le territoire communal de Moudeyres se nomme « Gorges de la Loire et affluents partie sud ». Concrètement, il s'agit d'un ensemble de méandres formés par la Loire à l'intérieur de gorges rocheuses dans un substrat granitique surmonté de coulées basaltiques.
L’inventaire des zones naturelles d'intérêt écologique, faunistique et floristique (ZNIEFF) a pour objectif de réaliser une couverture des zones les plus intéressantes sur le plan écologique, essentiellement dans la perspective d’améliorer la connaissance du patrimoine naturel national et de fournir aux différents décideurs un outil d’aide à la prise en compte de l’environnement dans l’aménagement du territoire. Le territoire communal de Moudeyres comprend une ZNIEFF de type II : le « Mézenc - Meygal » et deux ZNIEFF de type I incluses dans la première : la « Haute Vallée du Lignon » et les « sommets du Mézenc, secteur auvergne »
Plusieurs espaces protégés et gérés sont présents dans la commune, le géoparc mondial de l'UNESCO des Monts d'Ardèche, et le parc naturel régional des Monts d'Ardèche.

## Urbanisme

### Typologie
Au 1er janvier 2024, Moudeyres est catégorisée commune rurale à habitat dispersé, selon la nouvelle grille communale de densité à sept niveaux définie par l'Insee en 2022.
Elle est située hors unité urbaine. Par ailleurs la commune fait partie de l'aire d'attraction du Puy-en-Velay, dont elle est une commune de la couronne,. Cette aire, qui regroupe 59 communes, est catégorisée dans les aires de 50 000 à moins de 200 000 habitants,.

### Occupation des sols
L'occupation des sols de la commune, telle qu'elle ressort de la base de données européenne d’occupation biophysique des sols Corine Land Cover (CLC), est marquée par l'importance des territoires agricoles (77,4 % en 2018), en augmentation par rapport à 1990 (72,1 %). La répartition détaillée en 2018 est la suivante : 
prairies (67,4 %), forêts (20,2 %), zones agricoles hétérogènes (10 %), milieux à végétation arbustive et/ou herbacée (2,4 %). L'évolution de l’occupation des sols de la commune et de ses infrastructures peut être observée sur les différentes représentations cartographiques du territoire : la carte de Cassini (XVIIIe siècle), la carte d'état-major (1820-1866) et les cartes ou photos aériennes de l'IGN pour la période actuelle (1950 à aujourd'hui).

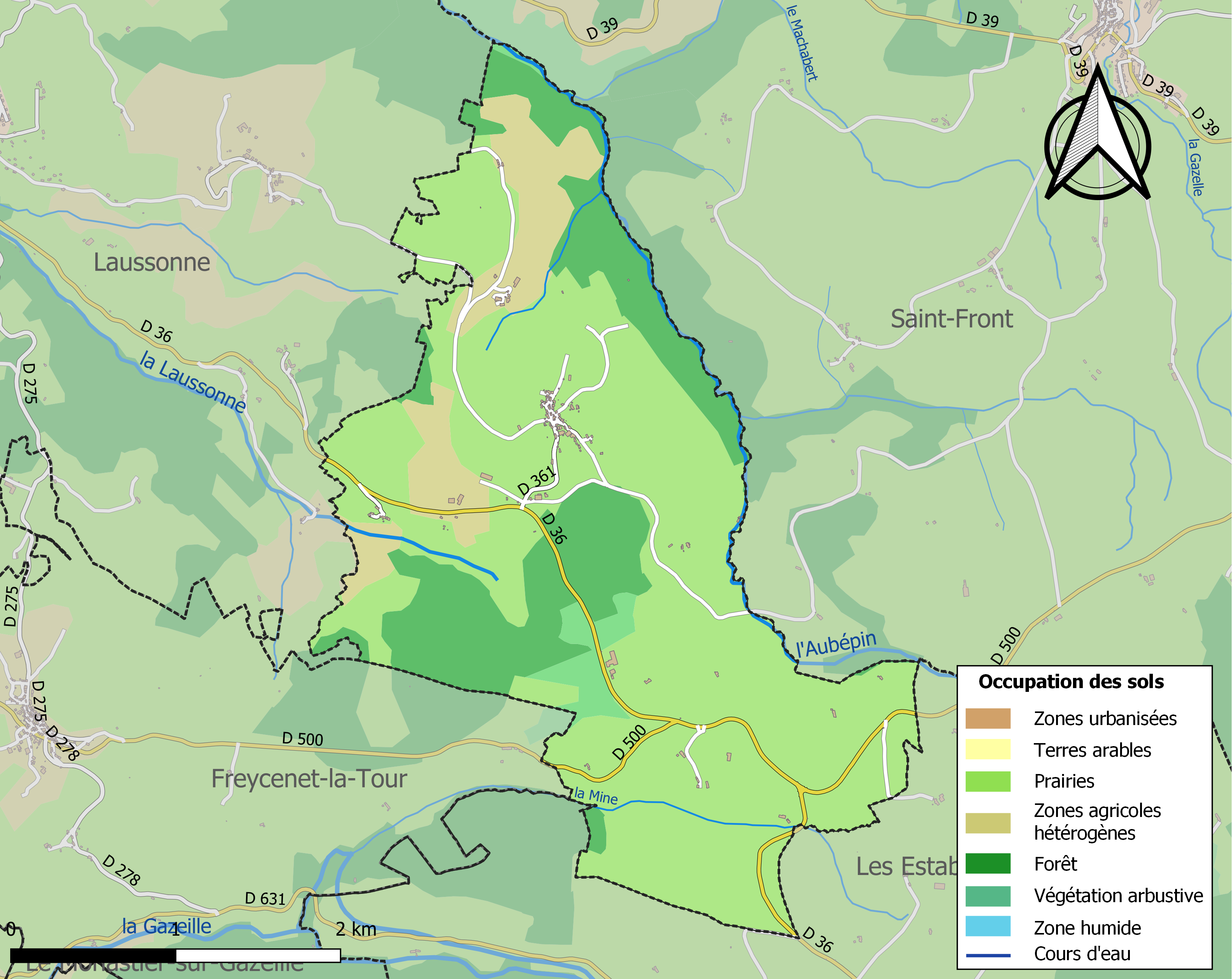
Carte des infrastructures et de l'occupation des sols de la commune en 2018 (CLC).

### Habitat et logement
Isolée, à l'écart des grands axes routiers, cette commune a préservé une architecture de grande harmonie. La visite de la « ferme-musée des Frères Perrel » permet de comprendre les astuces de ce type d'habitat formidablement bien adapté à la vie rurale en moyenne montagne. Au cours des temps, de nombreuses chaumières sont parties en feux de paille et ont été remplacées peu à peu par des toitures plus pérennes en pierre de phonolite : les lauzes. À Moudeyres, meules de chaume et carapaces de lauze se côtoient encore.
En 2018, le nombre total de logements dans la commune était de 74, alors qu'il était de 72 en 2013 et de 74 en 2008.
Parmi ces logements, 48,6 % étaient des résidences principales, 29,7 % des résidences secondaires et 21,6 % des logements vacants. Ces logements étaient pour 100 % d'entre eux des maisons individuelles et pour 0 % des appartements.
Le tableau ci-dessous présente la typologie des logements à Moudeyres en 2018 en comparaison avec celle de la Haute-Loire et de la France entière. Une caractéristique marquante du parc de logements est ainsi une proportion de résidences secondaires et logements occasionnels (29,7 %) supérieure à celle du département (16,1 %) et à celle de la France entière (9,7 %). Concernant le statut d'occupation de ces logements, 80,6 % des habitants de la commune sont propriétaires de leur logement (87,2 % en 2013), contre 70 % pour la Haute-Loire et 57,5 pour la France entière.
| Typologie                                               | Moudeyres | Haute-Loire | France entière |
| ------------------------------------------------------- | --------- | ----------- | -------------- |
| Résidences principales (en %)                           | 48,6      | 71,5        | 82,1           |
| Résidences secondaires et logements occasionnels (en %) | 29,7      | 16,1        | 9,7            |
| Logements vacants (en %)                                | 21,6      | 12,4        | 8,2            |

### Voies de communication et transports
La commune est traversée par deux routes départementales. La D36 du nord au sud, et la D500 de l'ouest à l'est.
Concernant les transports en commun, aucun arrêt de bus du réseau régional n'est présent dans la commune, les plus proches se trouvent à Laussonne et Lantriac. Évidemment, on ne retrouve aucun transport de long trajet dans le village, les plus proches sont la gare du Puy-en-Velay, la gare TGV de Saint-Etienne et l'aéroport Le Puy-en-Velay - Loudes.

## Toponymie
Anciennes mentions : Mansus qui dicitur Mollinearias (vers 880), Villa Molnerias (985), Villa de Molneriis (XIe siècle), Terra de Moderiis (1259), Molneiras (1308), Moudeyras (1344), Mauderiæ (1462), Locus de Mouderiis (1529), Moudeyres (1549), Modeires (1569).
Selon le toponymiste Ernest Nègre, le toponyme Moudeyres dériverait du pluriel bas latin molinaria, signifiant « emplacement de moulin » ou « moulin ».
Modeiras en auvergnat.

## Histoire
La commune a été créée en 1885 : une loi a regroupé et érigé en commune des terres et hameaux qui appartenaient aux communes de Laussonne, de Freycenet-Latour et des Estables[réf. à confirmer].

## Politique et administration

### Découpage territorial
La commune de Moudeyres est membre de la communauté de communes Mézenc-Loire-Meygal, un établissement public de coopération intercommunale (EPCI) à fiscalité propre créé le 27 décembre 2016 dont le siège est à Saint-Julien-Chapteuil. Ce dernier est par ailleurs membre d'autres groupements intercommunaux.
Sur le plan administratif, elle est rattachée à l'arrondissement du Puy-en-Velay, au département de la Haute-Loire, en tant que circonscription administrative de l'État, et à la région Auvergne-Rhône-Alpes.
Sur le plan électoral, elle dépend du canton du Mézenc pour l'élection des conseillers départementaux, depuis le redécoupage cantonal de 2014 entré en vigueur en 2015, et de la première circonscription de la Haute-Loire   pour les élections législatives, depuis le redécoupage électoral de 1986.

### Élections municipales
Le conseil municipal de Moudeyres, commune de moins de 1 000 habitants, est élu au scrutin majoritaire plurinominal avec liste ouvertes et panachage. Le maire, à la fois agent de l'État et exécutif de la commune en tant que collectivité territoriale, est élu par le conseil municipal au scrutin secret lors de la première réunion du conseil suivant les élections municipales, pour un mandat de six ans, c'est-à-dire pour la durée du mandat du conseil. Compte tenu de la population communale, le nombre de sièges à pourvoir lors des élections municipales de 2020 est de 11. Les 11 conseillers municipaux sont élus au premier tour avec un taux de participation de 72,53 %.

### Chronologie des maires
| Période                                  | Période  | Identité       | Étiquette | Qualité                                     |
| ---------------------------------------- | -------- | -------------- | --------- | ------------------------------------------- |
| Les données manquantes sont à compléter. |          |                |           |                                             |
| mars 2001                                | 2020     | Raymond Gagne  | DVD       | Vice-président de la communauté de communes |
| 2020                                     | En cours | Laurent Gentes |           |                                             |

### Finances communales
La commune de Moudeyres est enregistrée au répertoire des entreprises sous le code SIREN 214 301 442. Son activité est enregistrée sous le code APE 84.11Z, correspondant aux administrations publiques générales.
En 2020, le budget communal s'équilibrait à 221 000 € dont 180 000 € en section de fonctionnement et 41 000 € en investissement. La part d'impôts locaux dans les produits de fonctionnement s'établissait à 8,62 %, contre 28,26 % pour la strate de communes équivalente, avec des taux d'imposition fixés à 10,43 % pour la taxe d'habitation (y compris THLV), 4,27 % et 33,47 % pour la taxe foncière sur le bâti et le non-bâti. Par ailleurs l’encours de la dette communale s’établit à 2 884 €/habitants contre 588 €/habitants pour la strate.

## Population et société

### Démographie

#### Évolution démographique
L'évolution du nombre d'habitants est connue à travers les recensements de la population effectués dans la commune depuis 1856. Pour les communes de moins de 10 000 habitants, une enquête de recensement portant sur toute la population est réalisée tous les cinq ans, les populations de référence des années intermédiaires étant quant à elles estimées par interpolation ou extrapolation. Pour la commune, le premier recensement exhaustif entrant dans le cadre du nouveau dispositif a été réalisé en 2008.

En 2022, la commune comptait 108 habitants, en évolution de +3,85 % par rapport à 2016 (Haute-Loire : +0,36 %, France hors Mayotte : +2,11 %).
| 1856 | 1861 | 1866 | 1872 | 1876 | 1881 | 1886 | 1891 | 1896 |
| ---- | ---- | ---- | ---- | ---- | ---- | ---- | ---- | ---- |
| 440  | 450  | 505  | 403  | 463  | 450  | 488  | 435  | 444  |

| 1901 | 1906 | 1911 | 1921 | 1926 | 1931 | 1936 | 1946 | 1954 |
| ---- | ---- | ---- | ---- | ---- | ---- | ---- | ---- | ---- |
| 375  | 378  | 341  | 348  | 311  | 299  | 275  | 246  | 227  |

| 1962 | 1968 | 1975 | 1982 | 1990 | 1999 | 2006 | 2008 | 2013 |
| ---- | ---- | ---- | ---- | ---- | ---- | ---- | ---- | ---- |
| 215  | 183  | 131  | 132  | 111  | 104  | 105  | 105  | 102  |

| 2018 | 2022 | - | - | - | - | - | - | - |
| ---- | ---- | - | - | - | - | - | - | - |
| 97   | 108  | - | - | - | - | - | - | - |

### Pyramide des âges
La population de la commune est relativement jeune.
En 2018, le taux de personnes d'un âge inférieur à 30 ans s'élève à 35 %, soit au-dessus de la moyenne départementale (31 %). À l'inverse, le taux de personnes d'âge supérieur à 60 ans est de 25,8 % la même année, alors qu'il est de 31,1 % au niveau départemental.
En 2018, la commune comptait 55 hommes pour 42 femmes, soit un taux de 56,7 % d'hommes, largement supérieur au taux départemental (49,13 %).
Les pyramides des âges de la commune et du département s'établissent comme suit.
| Hommes | Classe d’âge | Femmes |
| ------ | ------------ | ------ |
| 0,0    | 90 ou +      | 0,0    |
| 7,3    | 75-89 ans    | 4,8    |
| 18,2   | 60-74 ans    | 21,4   |
| 18,2   | 45-59 ans    | 16,7   |
| 20,0   | 30-44 ans    | 23,8   |
| 16,4   | 15-29 ans    | 9,5    |
| 20,0   | 0-14 ans     | 23,8   |

| Hommes | Classe d’âge | Femmes |
| ------ | ------------ | ------ |
| 0,9    | 90 ou +      | 2,5    |
| 8,4    | 75-89 ans    | 11,7   |
| 20,4   | 60-74 ans    | 20,5   |
| 21,3   | 45-59 ans    | 20,3   |
| 16,8   | 30-44 ans    | 16,3   |
| 15,2   | 15-29 ans    | 13,2   |
| 17     | 0-14 ans     | 15,6   |

## Économie

### Emploi
| Division       | 2008  | 2013  | 2018  |
| -------------- | ----- | ----- | ----- |
| Commune        | 2,6 % | 9,6 % | 8,5 % |
| Département    | 6,3 % | 7,7 % | 7,7 % |
| France entière | 8,3 % | 10 %  | 10 %  |

En 2018, la population âgée de 15 à 64 ans s'élève à 74 personnes, parmi lesquelles on compte 81,7 % d'actifs (73,2 % ayant un emploi et 8,5 % de chômeurs) et 18,3 % d'inactifs,. En  2018, le taux de chômage communal (au sens du recensement) des 15-64 ans est supérieur à celui du département, mais inférieur à celui de la France, alors qu'il était inférieur à celui du département et de la France en 2008.
La commune fait partie de la couronne de l'aire d'attraction du Puy-en-Velay, du fait qu'au moins 15 % des actifs travaillent dans le pôle,. Elle compte 23 emplois en 2018, contre 21 en 2013 et 23 en 2008. Le nombre d'actifs ayant un emploi résidant dans la commune est de 55, soit un indicateur de concentration d'emploi de 42,6 % et un taux d'activité parmi les 15 ans ou plus de 53,6 %.
Sur ces 55 actifs de 15 ans ou plus ayant un emploi, 15 travaillent dans la commune, soit 26 % des habitants. Pour se rendre au travail, 84,9 % des habitants utilisent un véhicule personnel ou de fonction à quatre roues, 9,4 % s'y rendent en deux-roues, à vélo ou à pied et 5,7 % n'ont pas besoin de transport (travail au domicile).

## Culture locale et patrimoine

### Lieux et monuments
- L'église de la Nativité-de-la-Sainte-Vierge construite en 1845[48] ;
- La ferme des Frères Perrel, construite au XVIIe ou XVIIIe siècle, aujourd'hui transformée en écomusée, est classée monument historique[49].

Ferme des Frères Perrel.
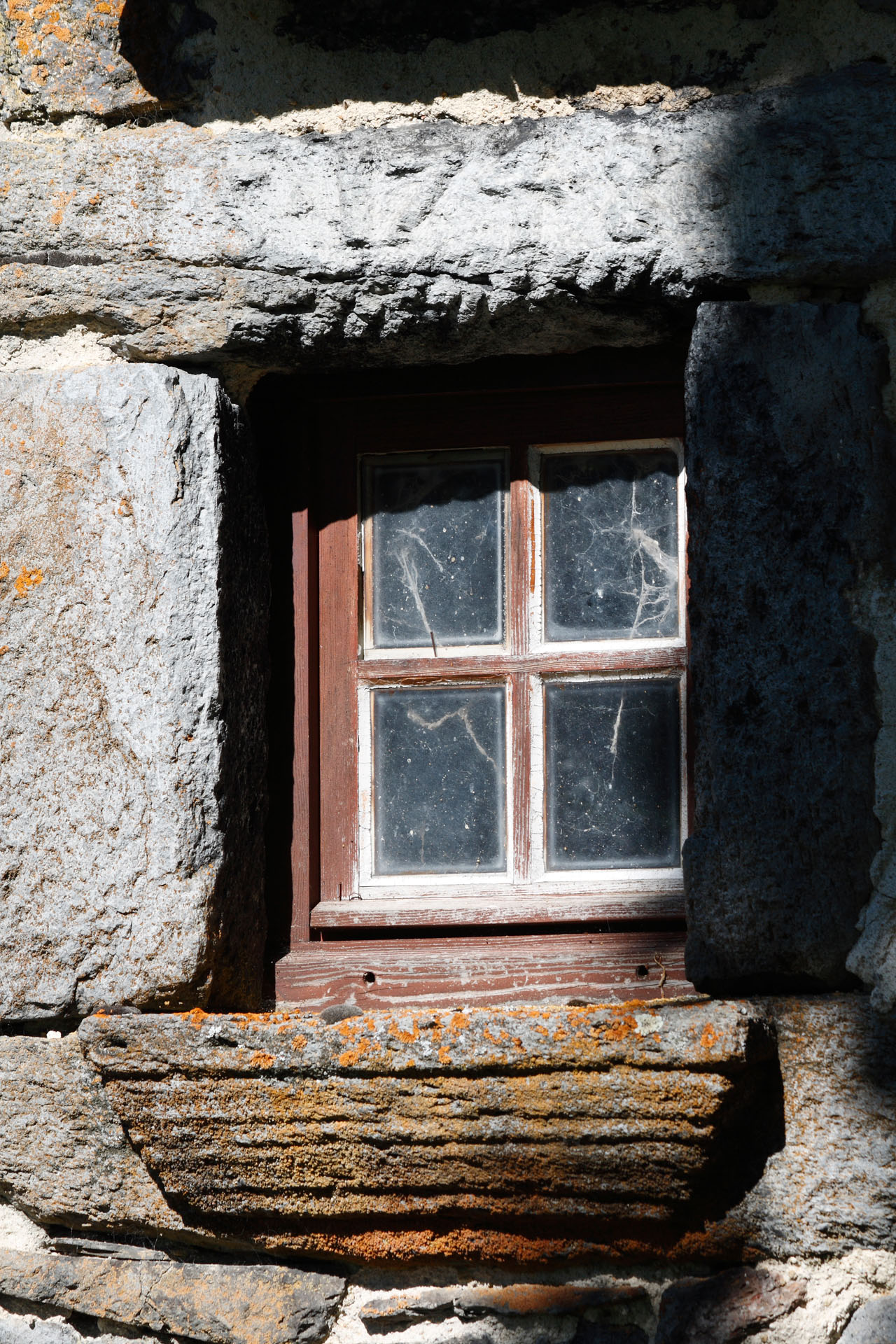
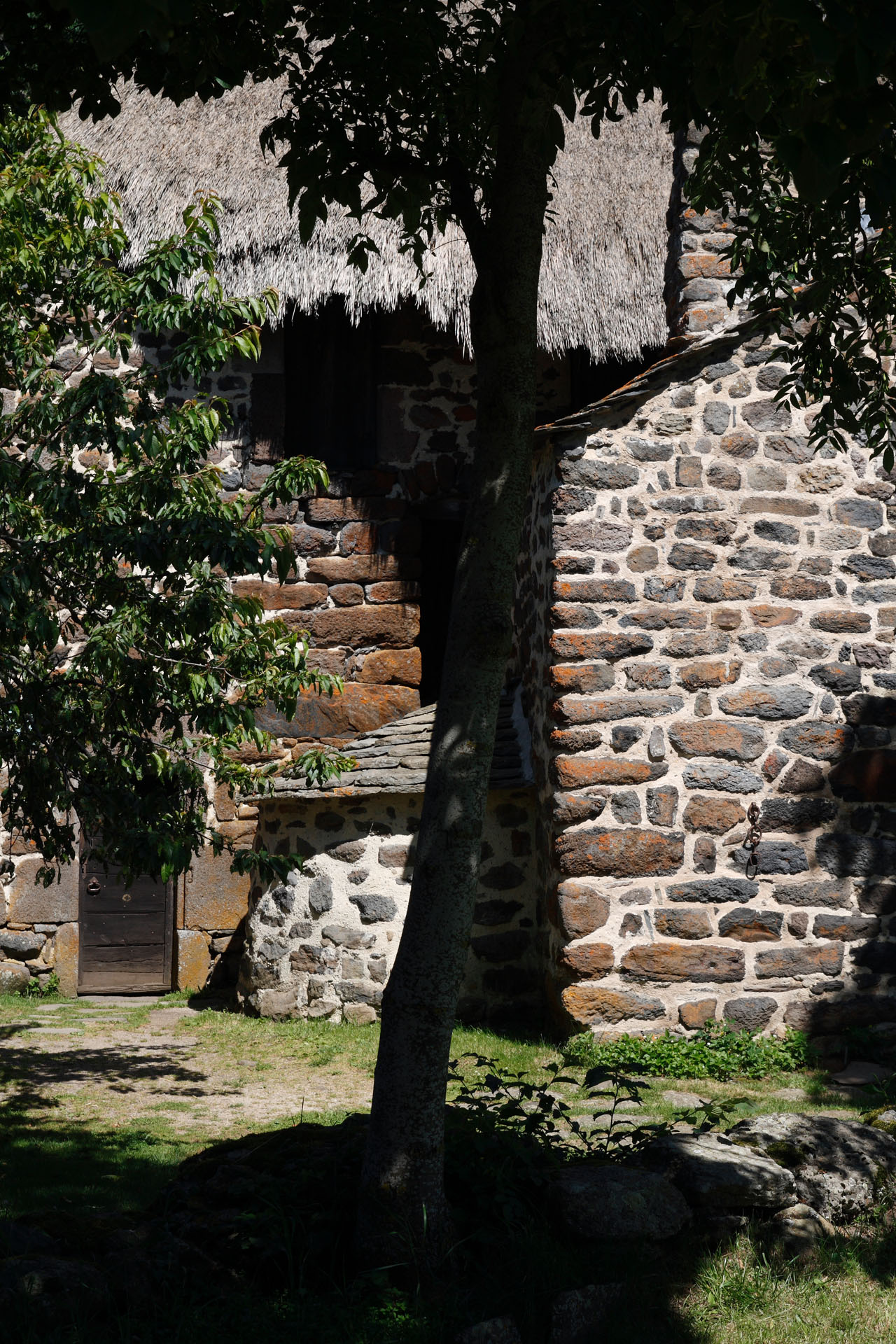
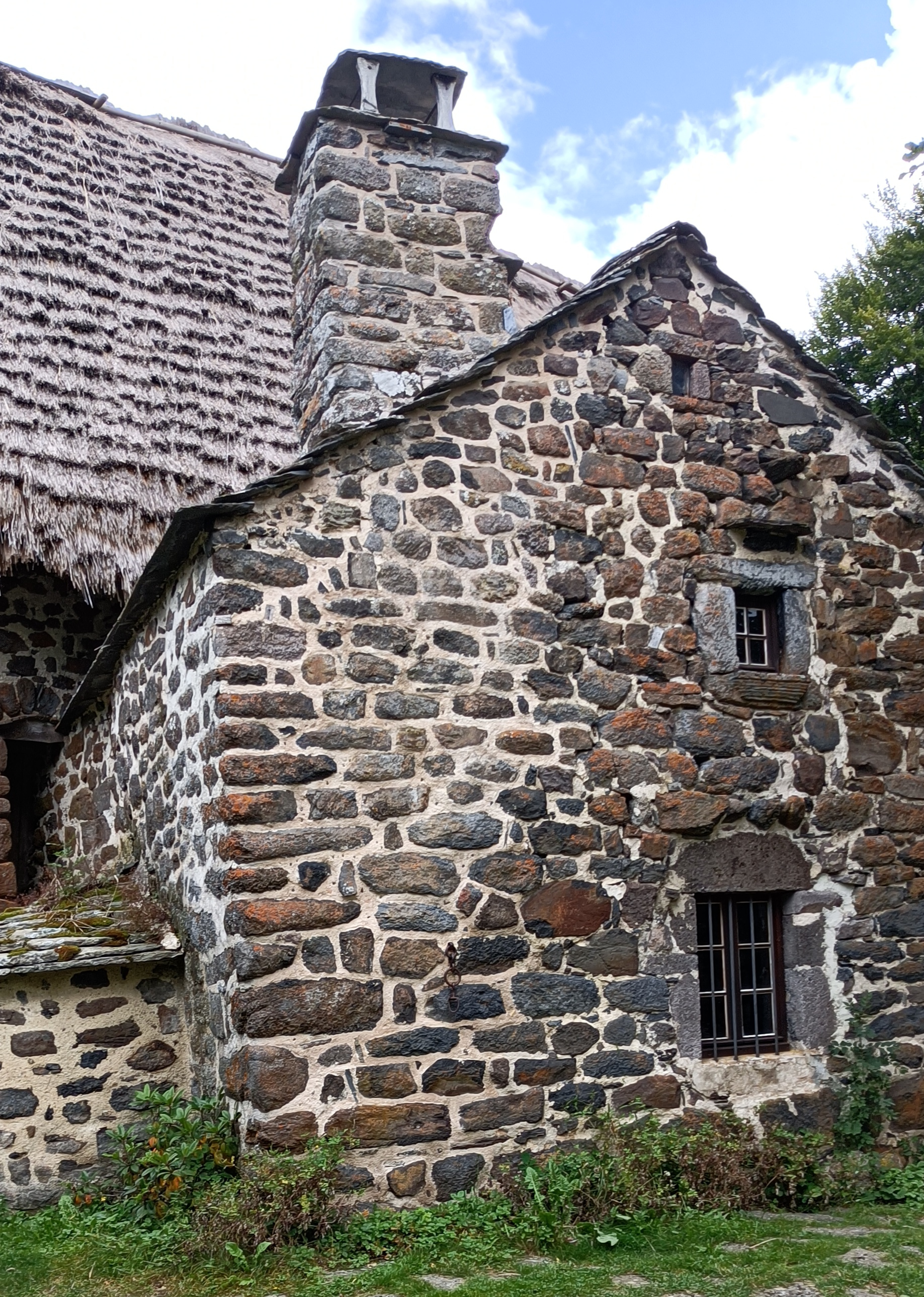

### Personnalités liées à la commune
- Willy Brandt, ancien chancelier de la République fédérale d'Allemagne (RFA) y passait régulièrement ses vacances[50].